# Tramontana
Tramontana (em catalão:  tramuntana, em croata:  tramontana, em grego:  τραμουντάνα, em italiano:  tramontana, em maltês:  tramuntana, em esloveno:  tramontana, em castelhano:  tramontana) é uma designação clássica para o vento fresco e seco do norte em vários países do Mediterrâneo. A direção precisa varia de país para país.